# ホログラフィック原理
ホログラフィック原理（ホログラフィックげんり、holographic principle）は、空間の体積の記述はある領域の境界、特にみかけの地平面のような光的境界の上に符号化されていると見なすことができるという量子重力および弦理論の性質である。ヘーラルト・トホーフトによって最初に提唱され、レオナルド・サスキンドによって精密な弦理論による解釈が与えられた。サスキンドはトホーフトとチャールズ・ソーンのアイデアを組み合わせることからこの解釈を導いた。ソーンは1978年に弦理論はより低次元の記述が可能であり、ここから現在ホログラフィック的と呼ばれるやり方で重力が現れることを見出していた。
より大きなより思弁的な意味では、この理論は、全宇宙は宇宙の地平面上に「描かれた」2次元の情報構造と見なすことができ、我々が観測する3次元は巨視的スケールおよび低エネルギー領域での有効な記述にすぎないことを示唆する。宇宙の地平面は、有限の領域で時間とともに膨張していることもあり、数学的には正確に定義されていない。
ホログラフィック原理はブラックホール熱力学から着想された。ブラックホール熱力学ではどんなスケールの領域でも最大エントロピーはその領域の半径の三乗ではなく二乗に比例することを示唆する。ブラックホールの場合、ブラックホールに落ち込んだすべての物体が持つ情報は事象の地平面の表面の変動に完全に含まれることが推測される。ホログラフィック原理はブラックホール情報パラドックスを弦理論の枠組み内で解決する。

## ブラックホールエントロピー
熱い気体のように比較的高いエントロピーを持つ物体は、微視的にはランダムな振る舞いをする。古典場の既知の配置エントロピーはゼロである：電場および磁場、または重力波についてランダムさはない。ブラックホールはアインシュタイン方程式の厳密解であるので、いかなるエントロピーも持たないと考えられていた。
しかしヤコブ・ベッケンシュタインは、この考えは熱力学第二法則の破れを導くことを指摘した。もし熱い気体をブラックホールに投げ入れたら、事象の地平面を通過した時点で気体のエントロピーは消失してしまうのか。ブラックホールが気体を吸収して定常状態に落ち着いたら、その気体のランダムな性質はもう見られなくなってしまうのか。第二法則を回復できる一つの可能性は、ブラックホールが実際にはランダムな物体であり、そのエントロピーが吸収された気体の持っていたエントロピー以上に増加する場合だ。
ベッケンシュタインは、ブラックホールは最大エントロピー物体であり同じ体積のどんな物体よりも大きなエントロピーを持つと論ずる。半径Rの球内において、相対論的気体のエントロピーはエネルギーの増加とともに増加する。その唯一の限界は重力的である。つまり、エネルギーが過剰にある場合はその気体はブラックホールへと崩壊する。ベッケンシュタインはこれを用いて空間のある領域におけるエントロピーの上限を定めた。この上限値はその領域の面積に比例する。彼はブラックホールのエントロピーは事象の地平面の面積に直接比例すると結論付けた。
それより早くにスティーヴン・ホーキングはブラックホールの集団の事象の地平面の総計は常に時間とともに増加することを示した。その地平面は光的な測地線によって定義される境界である。すなわち、それはちょうどぎりぎり脱出することのできないこれらの光線である。もし周辺の測地線がそれぞれに向かって動き始めるとそれらは最終的には衝突する。その衝突地点ではそれらの延長はブラックホールの内部となる。そのため測地線は常にお互い離れるように動いており、その境界、つまりその地平面の面積を生成する測地線の数は常に増加する。ホーキングの結果は熱力学第二法則（エントロピー増大の法則）とのアナロジーでブラックホール熱力学の第二法則と呼ばれる。しかし当初は彼はこのアナロジーをあまり真面目にはとらえていなかった。
ホーキングはもし地平面の面積が実際のエントロピーであるならブラックホールは放射しなければならないことを知っていた。ある熱系に熱が加わったとき、そのエントロピーの変化は質量＝エネルギーを温度で割った値の増加分である：
{\displaystyle {\rm {d}}S={\frac {{\rm {d}}M}{T}}.}
もしブラックホールのエントロピーが有限なら、それらの温度もまた有限のはずである。特に、それらは光子の熱的気体と平衡状態に達するはずである。これはブラックホールは光子を吸収するであろうだけでなく、それらはまた詳細釣り合いを保つために光子を適当な量だけ放射するであろう。
場の方程式の時間依存解は放射を行わない。なぜなら時間独立背景はエネルギーを保存するためである。この原理に基づいて、ホーキングはブラックホールは放射しないことを示すことに着手した。しかし意外なことに、慎重な解析によって有限の温度である気体と平衡状態に達するちょうど適切な方法でブラックホールは放射することを示す結果が得られた。ホーキングの計算では比例定数は1/4に固定されていた。すなわち、ブラックホールのエントロピーはプランク単位でその地平面の面積の四分の一である。
そのエントロピーは巨視的な記述を変えないままある系の微視的な配置を調整することで微視的状態の数の対数に比例する。ブラックホールのエントロピーは深遠な謎である — それはブラックホールの状態の数の対数はその内部の体積ではなくその地平の面積に比例することを言う。
後に、ラファエル・ブーソはヌル・シート (null sheet) に基づいてその境界の共変バージョンを提案した。

## ブラックホール情報パラドックス
ホーキングの計算は、ブラックホールの放射は吸収した物質と全く関係がないことを示唆する。ブラックホールから外側に向かう光線は、ブラックホールの境界から出発して地平面の近くで長い時間を過ごす。一方、ブラックホールに落ちていく物質が地平面に到着するのは、かなり後になってからだ。落下する質量／エネルギーと、外へ向かう質量／エネルギーが相互作用するのは、それらが交差するときだけだ。小さな残りかすのような破片が外側に向かう状態を完全に決定するというのは、もっともらしくない。
ホーキングはこれを、ブラックホールがある波動関数によって記述される純粋状態にあるいくつかの光子を吸収したとき、ある密度行列によって記述される混合状態にある新しい光子を放射する、という意味に解釈した。これは量子力学は修正される必要があることを意味する可能性がある。なぜなら量子力学においては確率振幅の重ね合わせである状態は異なる確率の確率的混合である状態にはなり得ないためである。
このパラドックスの困難に直面し、ヘーラルト・トホーフトはホーキング放射をより詳細に解析した。彼はホーキング放射が脱出するとき、ブラックホール内部に向かう粒子により外部に向かう粒子を改変されうる方法があることを指摘した。それらの重力場はブラックホールの地平面を変形させうる。そして変形した地平面は変形前とは異なった外に向かう粒子を生成する。ある粒子がブラックホールに落ち込むとき、それは外部の観測者と比べて加速され、その重力場は普遍形 (universal form) であることが仮定される。トホーフトはこの場を対数グラフで表示するとブラックホールの地平面上で隆起するテントの支柱形を取り、その隆起は粒子の位置と質量を別の視点で見た（影のような）記述であることを示した。四次元の球形非荷電ブラックホールでは、地平面の変形は弦理論のワールド・シート上の粒子の放射と吸収を記述する変形の種類と類似している。表面上での変形は内部に向かう粒子の唯一の痕跡であり、これらの変形は外部に向かう粒子を完全に決定しなければならないはずなので、トホーフトはブラックホールの正しい記述は弦理論のある形式によるであろうと信じた。
このアイデアはレオナルド・サスキンドによってより厳密に構築された。彼はホログラフィの理論をほとんど独立して作り上げてきた。サスキンドはブラックホールの地平面の振動は落ちていくまたは飛び出してくる物質の完全な記述であると議論した。なぜなら、弦理論のワールドシート理論はちょうどそのようなホログラフィックな記述であったためである。短い弦のエントロピーはゼロであるのに対し、彼は高レベルに励起した長い弦の状態はブラックホールと同一視することができた。これは、弦をブラックホールに関連付けて古典的な解釈ができることを明らかにした深い進展であった。
この仕事は、ブラックホール情報パラドックスは量子重力が通常とは異なる弦理論的な方法で記述されるときに解決できることを示した。量子重力における時空は低次元ブラックホールの有効な記述として生じるべきである。これは、弦だけに限らず適切な性質を持つどんなブラックホールも弦理論の記述の基礎となりうることを示唆した。
1995年、サスキンドと共同研究者のTom Banks, en:Willy Fischler, およびen:Stephen Shenkerらは荷電点ブラックホール、すなわちタイプII超弦理論のD0ブレーンに関するホログラフィックな記述を用いて新しいM理論の定式化を発表した。彼らが提唱した行列理論は当初、en:Bernard de Wit, en:Jens Hoppe, そしてen:Hermann Nicolaiによる11次元超重力内の二つのブレーンを記述していた。後にこの著者たちは同じ行列模型を特定の制限の下での点ブラックホールの動力学の記述として解釈し直した。ホログラフィによって、これらのブラックホールの動力学はM理論の完全な非摂動的 (en) 定式化を与えるという結論が導かれた。1997年、フアン・マルダセナはより高次元の物体のホログラフィックな記述、3+1次元のタイプIIメンブレーンを最初に与えた。これは長い間の難問であった、あるゲージ理論に対応する弦理論による記述を発見した。これらの進展は同時に、弦理論がいかにして量子色力学と関係するかを説明した。

## 情報密度の限界
エントロピーは、もし情報として見なされたならば（情報量参照）、ビットの単位で計測することができる。ビットの総量は物質／エネルギーの総自由度と関係している。
ある与えられた体積中のある与えられたエネルギーについて、その体積中にある物質を構成する全粒子の位置についての情報密度には上限がある（ベッケンシュタイン境界 (en)）。このことは物質それ自体は無限回細かく分割することはできず、基本粒子には最終的な階層があるはずであることを示唆する。粒子の自由度はその下位粒子の全自由度の積であるので、もしより低レベルの粒子に無限回分割することができるなら、元の粒子の自由度は無限大でなければならず、エントロピー密度の上限を越えている。ホログラフィック原理はこのように、細分化はあるレベルで終わり、基本粒子は1ビット（1か0）の情報でなければならないことを示唆する。
ホログラフィック原理の最も厳格な実現はフアン・マルダセナによるAdS/CFT対応である。
しかしながら、J.D. Brownとen:Marc Henneauxは1986年にすでに2+1次元の重力の漸近対称性はヴィラソロ代数を生じることを厳密に証明していた。その対応する量子理論は2次元の共形場理論である。

## 概説
物理的宇宙は"物質"と"エネルギー"で構成されていると広くみなされている。2003年発刊された雑誌サイエンティフィック・アメリカンの記事で、ヤコブ・ベッケンシュタインはジョン・ホイーラーから始まった現在のトレンドを要約した。これは、科学者たちが"物理的世界は情報でできており、エネルギーと物質は副次的なものであるととらえる"であろうことを示唆している。ベッケンシュタインはホログラフィック原理に言及して、"ウィリアム・ブレイクが象徴的に記したように、世界を砂粒として見ることができるだろうか'、またはそのアイデアは詩の中でのみ許されるものにすぎないのだろうか"と問うている。

### 予期せぬ関連性
ベッケンシュタインのこの話題に関する概説"二つのエントロピーの物語" (A Tale of Two Entropies) はホイーラーのトレンドが持つ潜在的に深淵な示唆を記述している。その一つは、それまで予期されていなかった情報科学と古典物理の世界のつながり示したことである。このつながりは、アメリカ人応用数学者クロード・シャノンによるシャノン・エントロピーとして現在知られている今日最も使われている情報量の尺度を導入した1948年の影響力の大きい論文が発表されてからしばらくして最初に記述された。情報量の客観的な尺度としてシャノン・エントロピーは非常に有用で、携帯電話からモデム、ハードディスクドライブ、そしてDVDまで現代のデータ通信・記録技術の設計はシャノン・エントロピーに基づいている。
熱力学（熱を扱う物理学の一領域）では、エントロピーは物質とエネルギーの物理系における"無秩序"の尺度として一般的には記述されている。1877年オーストリア人物理学者ルートヴィッヒ・ボルツマンは区別可能な巨視的状態の数と関連する量としてより正確に記述した。物質の巨視的な"塊"を構成する粒子は、少し時間が経過してもまだ同じ巨視的な"塊"に見える。例えば、室内の空気は、その熱力学的エントロピーその部屋の中で個々の気体分子が分配されうるすべての場合の数およびそれらが動きうるすべての場合の数の対数に等しい。 

### エネルギー、物質および情報の等価性
例えばEメールメッセージなどに含まれる情報量を定量化するためのシャノンの仕事の結果、ボルツマン・エントロピーと同じ公式が予期せず導かれることとなった。2003年8月号のサイエンティフィック・アメリカンの記事"ホログラフィック宇宙の情報" (Information in the Holographic Universe) において、ベッケンシュタインは、"熱力学的エントロピーとシャノン・エントロピーは概念的に等価である：ボルツマン・エントロピーによって数え上げられる配置の数は物質とエネルギーの任意の特定の配置を実現するのに必要なシャノン情報量を反映している…"と要約している。物理の熱力学エントロピーと情報のシャノン・エントロピーの間の唯一の目立った相違は計測単位にある。すなわち、前者はエネルギーを温度で割った単位で表現され、後者は本質的に無次元な情報の"ビット"で表現されるが、これらの相違は単なる慣習の問題である。
ホログラフィック原理は、（ブラックホールだけでなく）通常の物質のエントロピーもまたその体積ではなく表面に比例することを述べる。すなわち、体積自体は幻影であり、宇宙はその境界表面に"刻まれた"情報に同型なホログラムである。

## 実験的検証
フェルミラボの物理学者en:Craig Hoganは、ホログラフィック原理は空間的位置の量子揺らぎを示唆すると主張している。このため、その見かけの背景ノイズ、"ホログラフィック・ノイズ"は重力波検出器、特にen:GEO 600によって測定可能であると考えられている。しかしながら、これらの主張は量子重力研究者の間で広くは受け入れられたり引用されたりしておらず、弦理論の計算結果と合わないように見える。
欧州宇宙機関により2002年に打ち上げられた宇宙望遠鏡INTEGRALが2004年に観測したガンマ線バーストen:GRB 041219Aの2011年の解析の結果、Craig Hoganのノイズは下は10−48mのスケールまで不在であり、Hoganによる10−35mスケールに見つかるという予想と反しており、GEO 600計器の測定では10−16mスケールに見つかっている。Hogan効果の探索は2012年も継続されている。
ヤコブ・ベッケンシュタインもまたホログラフィック原理を卓上光子実験で検出できると主張している。